# Johannes Maximilian Avenarius

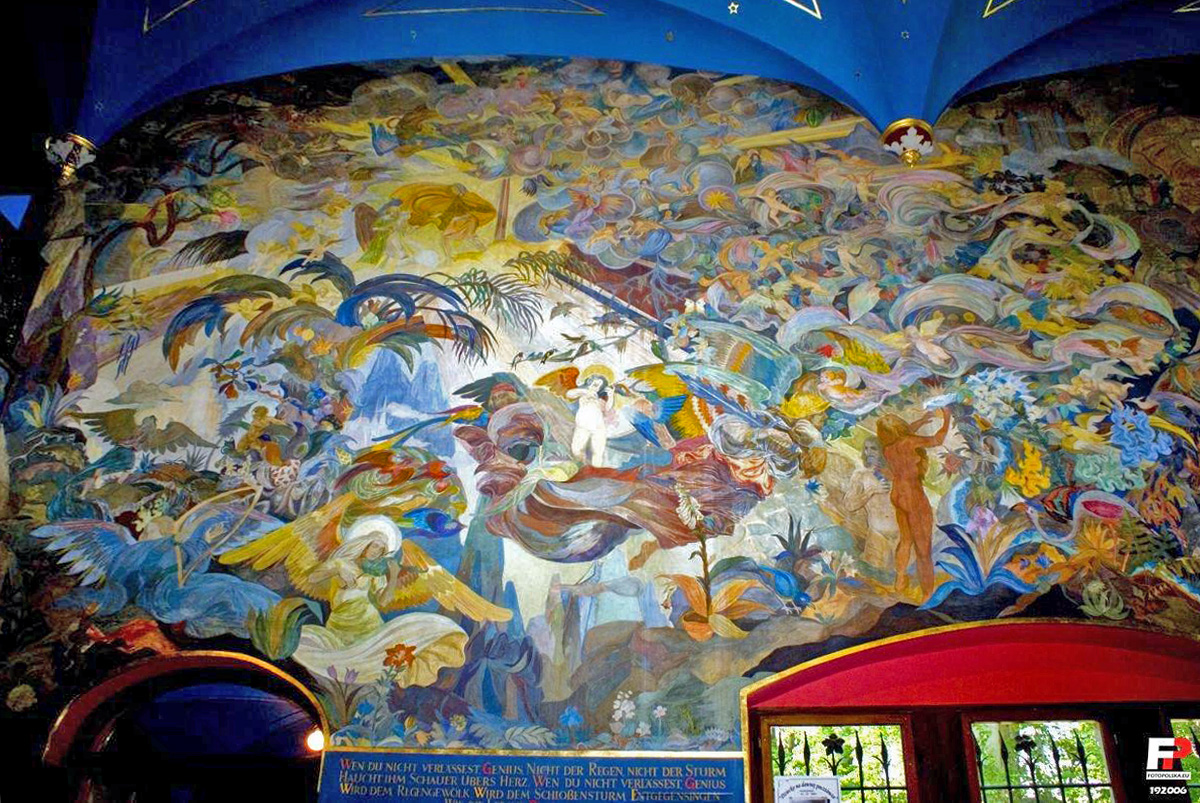
Die „Paradieshalle“ im Haus Wiesenstein in Agnetendorf (Jagniątków)

Johannes Maximilian Avenarius (* 7. Januar 1887 in Greiffenberg; † 21. August 1954 in Berlin) war ein expressionistischer Maler, Grafiker und Illustrator.

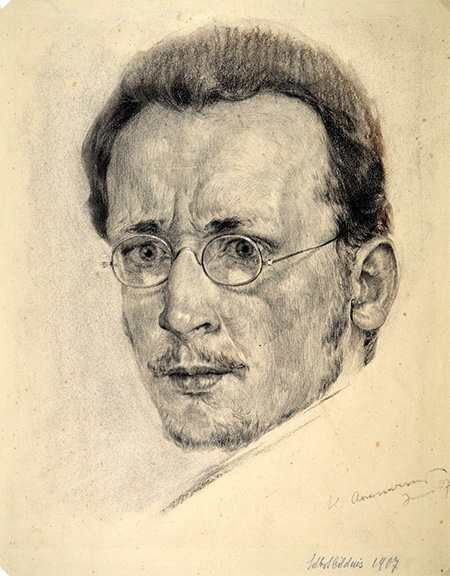
Selbstporträt (1907)

## Leben und Wirken
Johannes Avenarius wurde vor allem bekannt durch seine Illustrationen zu Werken des Schriftstellers Gerhart Hauptmann, mit dem ihn eine enge und langjährige Freundschaft verband. Für Hauptmann gestaltete er auch dessen Haus 'Wiesenstein' in Agnetendorf 1922 in Freskomalerei mit Wandgemälden aus.
Sein Onkel, der Dichter Ferdinand Avenarius, vermittelte ihm 1905 eine erste künstlerische Ausbildung beim Dürerbund-Stipendiaten Karl Hanusch. Später studierte er an der Akademie der bildenden Künste Dresden und an der Universität München.
Avenarius schuf schon in seiner schlesischen Heimat, wie auch nach dem Kriege in Berlin/Köpenick, Wandbilder für Kirchen. Neben seiner Tätigkeit als bildender Künstler schrieb Avenarius auch Gedichte und Erzählungen in schlesischer Mundart.
1918 heiratete er Elisabeth Reuter genannt Lili, Tochter der Schriftstellerin Gabriele Reuter. Der gemeinsame Sohn starb bereits fünf Wochen nach seiner Geburt 1919. Die Ehe wurde 1922 wieder geschieden.
Im Jahre 1924 wurde Avenarius zum Professor an der Staatlichen Kunstschule Plauen berufen, die seinerzeit Karl Hanusch leitete. Unter anderem wegen seines Engagements für Künstler wie Wassily Kandinsky, Paul Klee und Lyonel Feininger wurde er 1933 inhaftiert und aus dem Schuldienst entlassen.

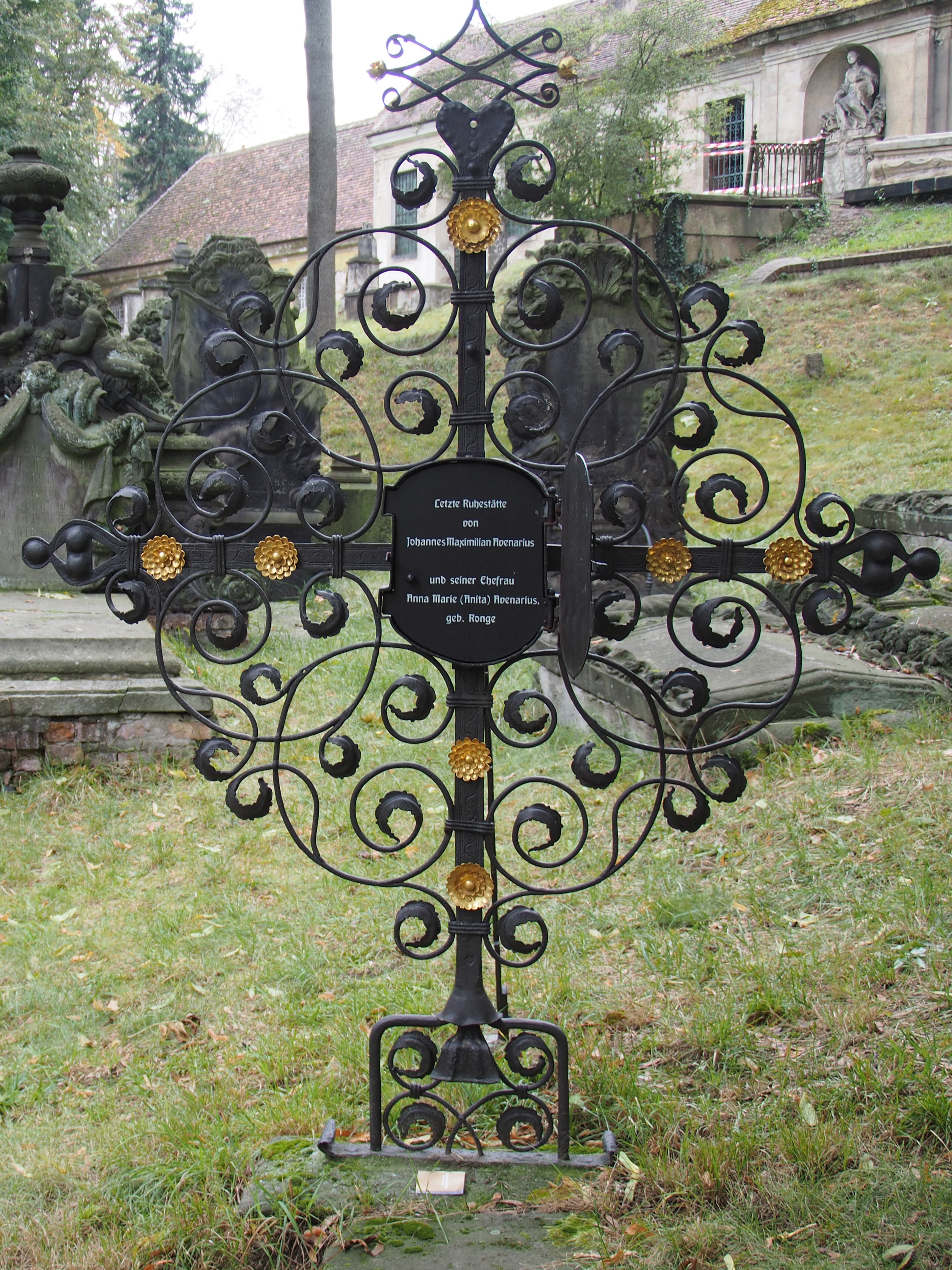
Grabstätte auf dem Alten Friedhof Görlitz

Nach dem Zweiten Weltkrieg musste Avenarius aus Schlesien flüchten, in Berlin-Müggelheim wurde ihm am Gosener Damm 16 eine Wohnung angewiesen. Er starb 1954 an einem Herzmuskelschaden und Lungenbluten im Städtischen Krankenhaus Köpenick. Sein Grab befindet sich auf dem Nikolaikirchhof in Görlitz, ein Teilnachlass des Malers im Gerhart-Hauptmann-Museum in der Villa Lassen zu Erkner.

## Ausstellungen
- 1970/1971: Dresden, Kunstausstellung Kühl („Grafik, Gemälde, Plastik des 20. Jahrhunderts“)